# Música cabileña

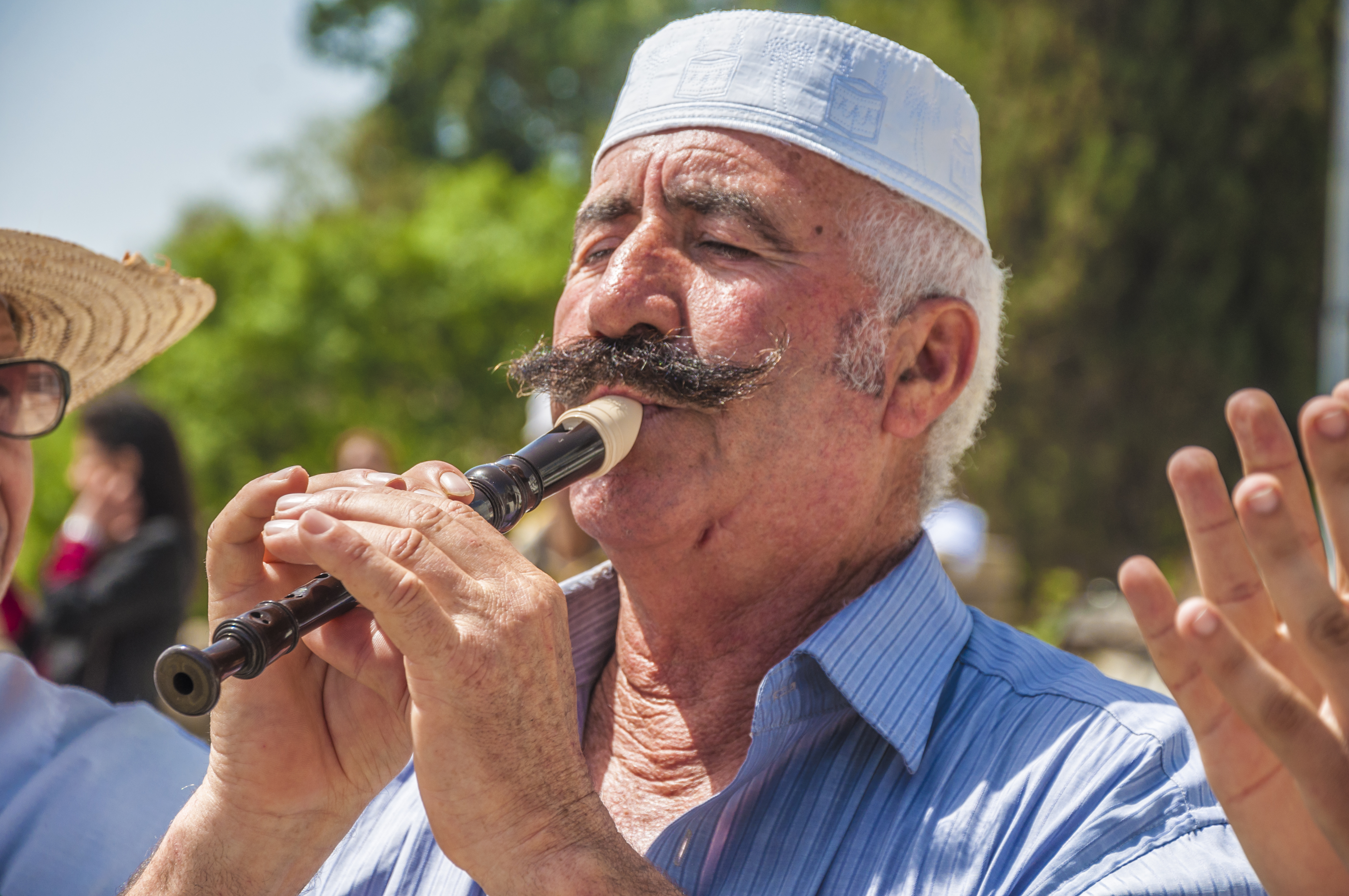
Flauta cabileña.

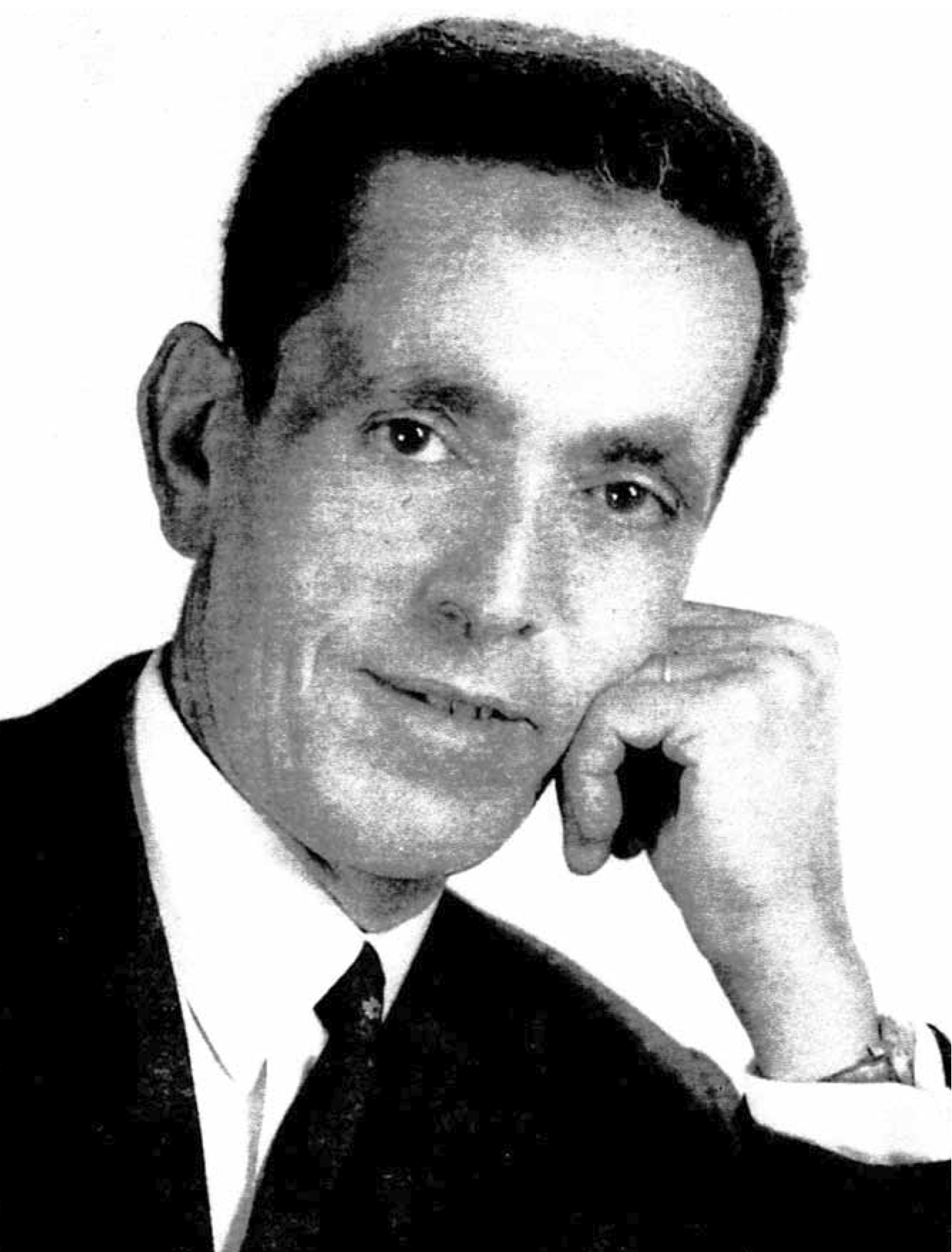
El cantante y poeta Slimane Azem

La música cabileña es una parte de la identidad y de la cultura de la región histórica argelina de Cabilia. El estilo musical tradicional de Cabilia es el achewiq.
La música y los artistas cabileños gozan de cierta influencia en el Magreb, e incluso en el conjunto del mundo árabe, por las canciones interpretadas en el registro árabo-andalusí. De esta manera, los chaouis en Argelia y los chleuhs en Marruecos entienden y escuchan la música de Cabilia, mientras que los arabófonos de Marruecos, Túnez y Libia escuchan el chaabi argelino.

## Achewiq
El achewiq (literalmente, «frase» en cabileño) es la música tradicional de Cabilia. Tradicionalmente estaba reservada a las mujeres para expresar un sentimiento de alegría o de duelo. Se canta sin instrumento, abordando temáticas diversas.
El achewiq también puede ser un duelo poético. Los temas abordados se pueden expresar mediante metáforas e imágenes que el público debe entender más allá de los propios versos. En esta modalidad de duelo, este estilo es una especie de intercambio: una parte hace preguntas y la otra responde con afirmaciones.

## Música actual
Hay canciones de estilo moderno que se escuchan a menudo en festividades (matrimonios, etc.). Este género musical sigue el folclore cabileño, aunque la música está compuesta de forma más ligera y apoyada por instrumentos modernos (esencialmente, el sintetizador). En cuanto a las letras, abordan el amor en primer lugar, tratando de romper los tabúes anclados en la sociedad bereber, particularmente sobre las relaciones amorosas entre los jóvenes (lo que lleva a usar dúos de hombre y mujer en las canciones). En la actualidad, este género musical está experimentando una creciente popularidad y se escucha tanto dentro como fuera de las zonas berberófonas de Argelia.
Los años 1970 vieron nacer numerosos grupos que se reivindicaron de la música moderna. Asociados a la canción contestataria, estos grupos y cantantes introdujeron instrumentos modernos como la guitarra folk, la clásica, la eléctrica, el piano, etc. Entre estos grupos, se pueden citar Inaslyen, Ideflawen, Inemlayen, Debza, Imnayen, Les Abranis, etc.
Otros cantantes marcaron igualmente este periodo por sus reivindicaciones políticas, aunque también por una nueva apertura artística que ha revolucionado la mentalidad cabileña. Uno de los más conocidos es Idir, convertido en símbolo de la canción moderna cabileña gracias a A Vava Inouva, traducida a varias lenguas, aunque también se puede citar a Syphax y Djamel Allam.
En la actualidad, la escena artística cabileña está muy diversificada. Se encuentra como siempre la canción contestataria, pero también la música puramente comercial y la variedad que mezcla romanticismo, sociedad y el día a día. Algunos de los cantantes más conocidos son Ali Amran, Oulahlou, Zimu, Si Moh, Brahim Tayeb y Cheikh Sidi Bémol.

## Música diwán
La música diwán (originaria de la trata negrera), tras la guerra de independencia, ha perdido bastante vigencia en Argelia. En efecto, durante la guerra de liberación, el FLN ordenó a las hermandades negras cesar todas las festividades públicas. Sin embargo, esto no ha hecho desaparecer este género musical.
La música diwán aparenta ser casi inexistente en Cabilia, al no haber prácticamente ningún interés por revitalizarla.
Sin embargo, la cultura sudanesa de los antiguos esclavos negros permanece, integrada en la sociedad cabileña desde la música hasta la arquitectura pasando por los cultos negros africanos (por ejemplo, en Umaden, la población ha conservado hasta nuestros días ritos bambara, «Umaden t-tajhanit»).
Sin embargo, para recuperar la música afrocabileña más marcada, hay que ir a las logias secretas, o Mordjana, donde se desarrollan las veladas diwán con cantos sudaneses (hausa, bambara, fulani...) y arabo-bereberes.
Estas logias se encuentran por todas partes en Argelia y a menudo están ocultas a las personas externas a la hermandad negra. Se puede citar el santuario Djemaa Nribath en la parta cabileña, al norte de Tizi-Ouzou, que está indicado por una piedra negra, Lashrifat.
La forma musical afromagrebí más popular de Cabilia se hace a través de músicos-bailarines que se ganan la vida en la calle, los baba-salem o akli wuzzul (negro del sol ardiente)
Un baba-salem puede tener un sitio real en la sociedad cabileña, como fue el caso de Baba Kara en  Tizi Uzu, que era músico pero también un curandero muy reputado y solicitado por la población.
Además del baba-salem, hay otra figura popular enmascarada que hace su aparición de vez en cuando en Cabilia, el busadia.

## Cantantes
- Slimane Azem
- Sami El Djazairi
- Farid Ferragui
- Cheikh El Hasnaoui
- Matoub Lounès
- Aït Meslayene
- Moh Saïd Oubelaïd